# The Head on the Door
The Head on the Door är det engelska rockbandet The Cures sjätte studioalbum, utgivet den 26 augusti 1985 på Fiction Records. På albumet medverkar trummisen Boris Williams för första gången och samtidigt har basisten Simon Gallup återvänt. Det är också Porl Thompsons första album som officiell medlem. En nyutgåva släpptes 2006 med en tillhörande bonusskiva innehållande demo- och livelåtar.

## Låtlista
Alla låtar skrivna av Robert Smith
1. "In Between Days" – 2:57
2. "Kyoto Song" – 4:16
3. "The Blood" – 3:43
4. "Six Different Ways" – 3:18
5. "Push" – 4:31
6. "The Baby Screams" – 3:44
7. "Close to Me" – 3:23
8. "A Night Like This" – 4:16
9. "Screw" – 2:38
10. "Sinking" – 4:57

## Singlar
- "In Between Days" (15 juli 1985)
- "Close to Me" (9 september 1985)

## Medverkande
- Robert Smith - sång, gitarr, keyboard
- Lol Tolhurst - keyboard
- Porl Thompson - gitarr, keyboard
- Simon Gallup - bas
- Boris Williams - trummor, slagverk
- David M. Allen - producent
- Ron Howe - saxofon på "A Night Like This"